# 슈그니족
슈그니족(Shughni people, Shughnan, 슈그니어: xuǧnůni, хуг̌ну̊нӣ, خُغنُوْنِی)은 중앙 아시아 바다크샨 지역의 파미르 산맥에 거주하는 이란계 파미르인이다. 이들은 대부분 타지키스탄에 살고 있으며 소수는 아프가니스탄, 파키스탄, 중국에 살고 있다. 이들은 파미르 제어의 동이란어군인 슈그니어를 사용한다.

## 역사
슈간(Shughnan) 지역은 6세기와 7세기 동안 중국 서적에 언급되었다. 고대 슈그니스(Shughnis)는 슈간 지역을 통제했다. 고론(Ghoron)에서 슈그니족들의 구전 전통에 대한 증거가 발견되었다. 슈그니족은 또한 아프가니스탄 정복 중에 몽골과 협력했다. 소비에트 시대, 특히 스탈린 시대에 소비에트와 타지크 권위자들은 슈그니족을 타지크 인구와 동화시키기 위해 최선을 다했다. 소련 시대 이후에도 슈그니, 이시카심, 루샨, 와키 부족은 여전히 아프가니스탄과 타지키스탄 국경 근처의 영토를 두고 전쟁을 벌였다.